# Mouricios
Mouricios (llamada oficialmente San Cristovo de Mouricios) es una parroquia y una aldea española del municipio de Chantada, en la provincia de Lugo, Galicia.

## Otras denominaciones
La parroquia también es conocida por el nombre de San Cristobo de Mouricios.

## Organización territorial
La parroquia está formada por cuatro entidades de población:
- Mouricios
- Nande
- Saa (Sa)
- San Cristobo (San Cristovo)

## Demografía

### Parroquia
| Gráfica de evolución demográfica de Mouricios (parroquia) entre 2000 y 2019 |
|                                                                             |
| Datos según el nomenclátor publicado por el INE.                            |

### Aldea
| Gráfica de evolución demográfica de Mouricios (aldea) entre 2000 y 2019 |
|                                                                         |
| Datos según el nomenclátor publicado por el INE.                        |